# US Open 2024
US Open 2024 byl 144. ročník čtvrtého a závěrečného grandslamového turnaje tenisové sezóny, jediného hraného na americkém kontinentu. 57. ročník v otevřené éře probíhal na otevřených dvorcích s tvrdým povrchem Laykold v Národním tenisovém centru Billie Jean Kingové newyorského Flushing Meadow – Corona Parku, jakožto Mezinárodní tenisové mistrovství USA mezi 26. srpnem a 8. zářím 2024.
Turnaj organizovaly Mezinárodní tenisová federace s Americkou tenisovou asociací v rámci kalendáře profesionálních okruhů mužů ATP Tour a žen WTA Tour. Za motto ročníku pořadatelé zvolili „Celebrating the Power of Tennis“ (Oslava síly tenisu), aby podpořili „benefity nejzdravějšího sportu na světě“. Podle amerického tenisového svazu se k nim řadily zpevnění kostí, snížení stresu, zlepšení srdečního oběhu, redukce hmotnosti a nové vztahy uvnitř komunity.
Vůbec prvním italským vítězem mužské dvouhry US Open se stal první hráč žebříčku Jannik Sinner. Rovněž světová dvojka Aryna Sabalenková získala první newyorskou trofej. Oba tak v sezóně ovládli Australian Open i US Open, jakožto první pár muže a ženy od přechodu australského majoru na tvrdý povrch v roce 1988, se sezónní bilancí grandslamových zápasů na tvrdém povrchu 14–0. Max Purcell s Jordanem Thompsonem triumfovali ve čtyřhře jako první australská dvojice od roku 1996. Ženský debl ovládly Ukrajinka Ljudmyla Kičenoková s Lotyškou Jeļenou Ostapenkovou. Sara Erraniová se s Andreou Vavassorim stali prvním italským párem, který si odvezl trofej ze smíšené soutěže. Zápasy dvouher skrečovalo dvanáct singlistů, osm mužů a čtyři ženy.
Novak Djoković nepostoupil do osmifinále grandslamu poprvé od Australian Open 2017. Z US Open odjížděl s celkově 90 vyhranými dvouhrami, znamenající druhé místo historických tabulek za 98 výhrami Connorse. 79 vítězství Srba na centru Arthura Ashe znamenalo historický rekord. Nejpozději skončenými zápasy se staly osmifinále  Čengové a Vekićové ve 2.15 ráno a v témže večeru mužské třetí kolo mezi Zverevem a Etcheverrym ve 2.35 ráno, druhý nejpozději dohraný zápas ve Flushing Meadows vůbec. V historicky nejdelším zápase newyorského grandslamu, trvajícím 5.35 hodiny, zvítězil na úvod Daniel Evans nad Karenem Chačanovem. Zahráno bylo 3 139 es, z toho 812 ženami a 2 337 muži. Jejich nejvyšší počet nastříleli Čeng Čchin-wen (54) mezi ženami a Taylor Fritz (85) v mužské polovině. Nejvíce dvojchyb se dopustili obhájkyně titulu Coco Gauffová (38) a Daniil Medveděv (39) obhajující finálovou účast.
Překonány byly divácké rekordy US Open, když během tří týdnů (včetně kvalifikací) navštívílo areál Billie Jean Kingové poprvé více než milion lidí, a to 1 048 669 osob, o 8 % více než v předchozím ročníku. V rámci dvoutýdenního hlavního turnaje zavítalo do ochozů 832 640 návštěvníků, znamenající rovněž rekordní hodnotu.

## 144. ročník
Stý čtyřicátý čtvrtý ročník US Open se konal mezi 26. srpnem a 8. zářím 2024 v Národním tenisovém centru Billie Jean Kingové, ležícím v parku Corona Flushing Meadows newyorské čtvrti Queens. První ročník amerického grandslamu se v Národním tenisovém centru uskutečnil v roce 1978. Od roku 2020 probíhal na tvrdém a středně rychlém povrchu Laykold. V důsledku invaze Ruska na Ukrajinu na konci února 2022 řídící organizace tenisu ATP, WTA a ITF s grandslamy rozhodly, že ruští a běloruští tenisté mohli dále na okruzích startovat, ale do odvolání nikoli pod vlajkami Ruska a Běloruska.
Soutěže probíhaly na 17 z celkového počtu 22 dvorců vnitřního areálu, s hlavními arénami Arthur Ashe Stadium, Louis Armstrong Stadium a Grandstand Stadium. Grandslam zahrnoval soutěže mužské a ženské dvouhry se 128 singlisty, mužskou i ženskou čtyřhru ve formátu 64 párů a smíšenou čtyřhru s 32 dvojicemi. Konaly se také juniorské soutěže hráčů do 18 let v kategorii Grade A (1.–7. září). Polemiku vyvolalo rozhodnutí zrušit turnaje vozíčkářů a kvadruplegiků dospělých, hrané v rámci okruhu handikapovaných UNIQLO Tour, pro souběžně probíhající Letní paralympijské hry 2024 v Paříži. Uskutečnily se tak pouze vozíčkářské soutěže juniorů. Při poměru gamů 6–6 uzavíral všechny sady tiebreak, v rozhodujícím setu ve formě 10bodového supertiebreaku.
Na všech dvorcích monitorovala dopad míčů technologie tzv. jestřábího oka. Systém elektronického čárového rozhodčího zajišťoval nahraná hlášení v reálném čase. Ve Spojených státech amerických držela exkluzivitu vysílacích práv stanice ESPN, která zprostředkovala přenosy z celé US Open Series. ESPN uzavřela jedenáctiletý kontrakt na období 2015–2026 v hodnotě 825 milionu dolarů. Na americkém území disponovala právy na tři ze čtyř grandslamů kalendářního roku.

## Vítězové
Mužskou dvouhru vyhrál 23letý Jannik Sinner. Po triumfu na Australian Open 2024 si odvezl druhý kariérní grandslam. Jako první italský muž triumfoval ve dvouhře US Open. První dva kariérní grandslamy v jedné sezóně před ním naposledy získal Guillermo Vilas v roce 1977. V sezóně 2024 tak všechny čtyři majory vybojovali tenisté, jimž bylo maximálně 23 let, což se v otevřené éře stalo potřetí, po letech 1973 a 1993.
V ženské dvouhře zvítězila 26letá Aryna Sabalenková. K titulům z Australian Open 2023 a 2024 přidala třetí kariérní grandslam. V otevřené éře ovládla Australian Open a US Open v jediném kalendářním roce jako pátá tenistka po Grafové, Selešové, Hingisové a Kerberové.
V deblové soutěži mužů získali trofej Australané Max Purcell s Jordanem Thompsonem. Na US Open zvítězili jako první ryze australský pár od Woodbridge s Woodfordem v roce 1996, respektive jako první Australané od Woodbridge v ročníku 2003. Získali tak pátou společnou trofej a po skončení debutovali v první desítce deblového žebříčku ATP. 26letý Purcell vybojoval druhý kariérní grandslam po Wimbledonu 2022 a 30letý Thompson první takový.
V ženské čtyřhře triumfovaly Ukrajinka Ljudmyla Kičenoková s Lotyškou Jeļenou Ostapenkovou. Obě si odvezly první grandslamové tituly z ženské čtyřhřy a druhé kariérní. Ostapenková se stala první lotyšskou šampionkou deblového grandslamu. Společně vybojovaly pátou trofej.
Smíšenou čtyřhru ovládli Sara Erraniová s Andreou Vavassorim, kteří vyhráli první grandslamy ve smíšené čtyřhře. Jako první italský pár ovládli na grandslamu smíšenou soutěž. Pro Vavassoriho to byl první vůbec major, Erraniová v předchozí kariéře získala pět grandslamů v ženském deblu.

### Galerie vítězů

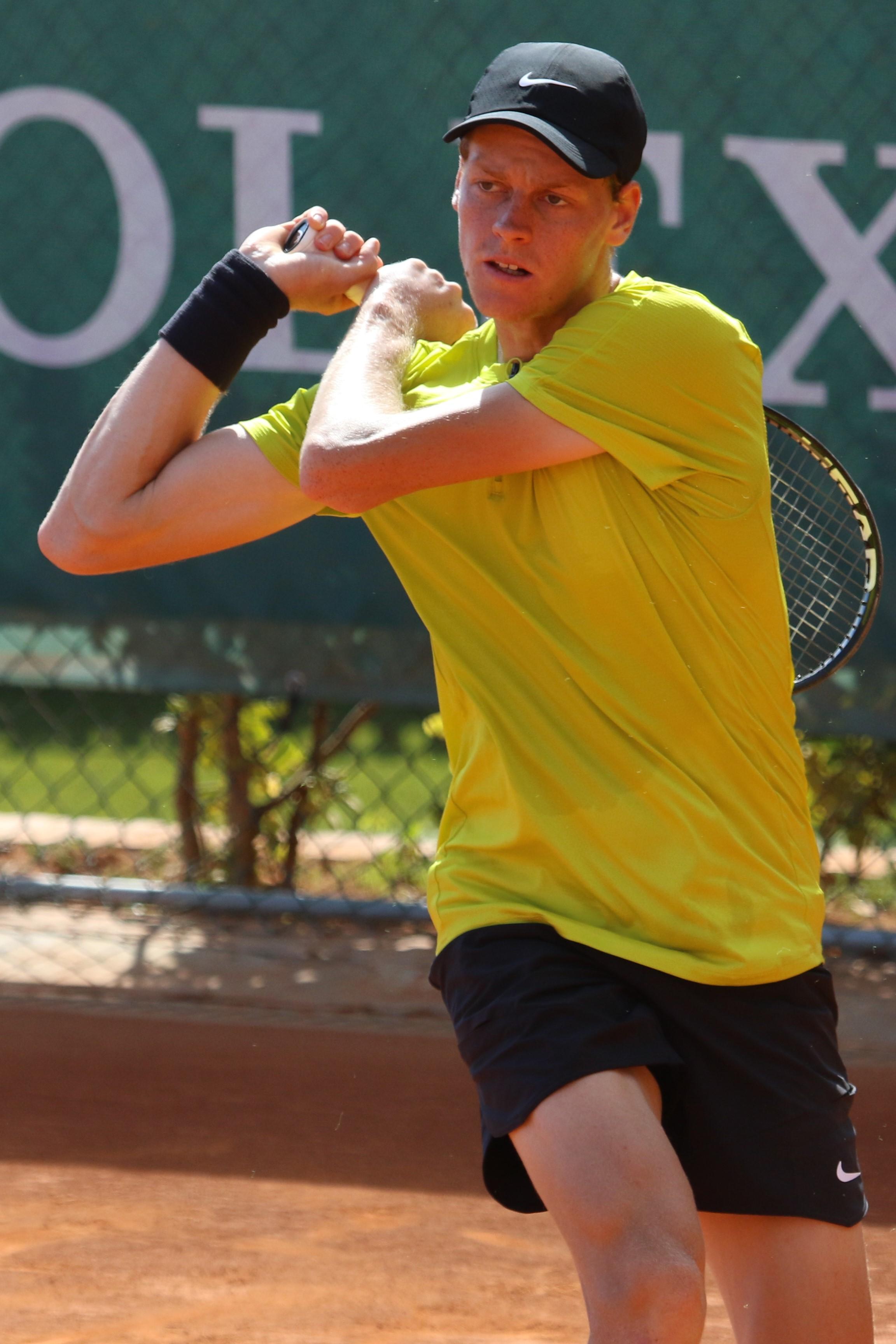
Jannik Sinner mužská dvouhra
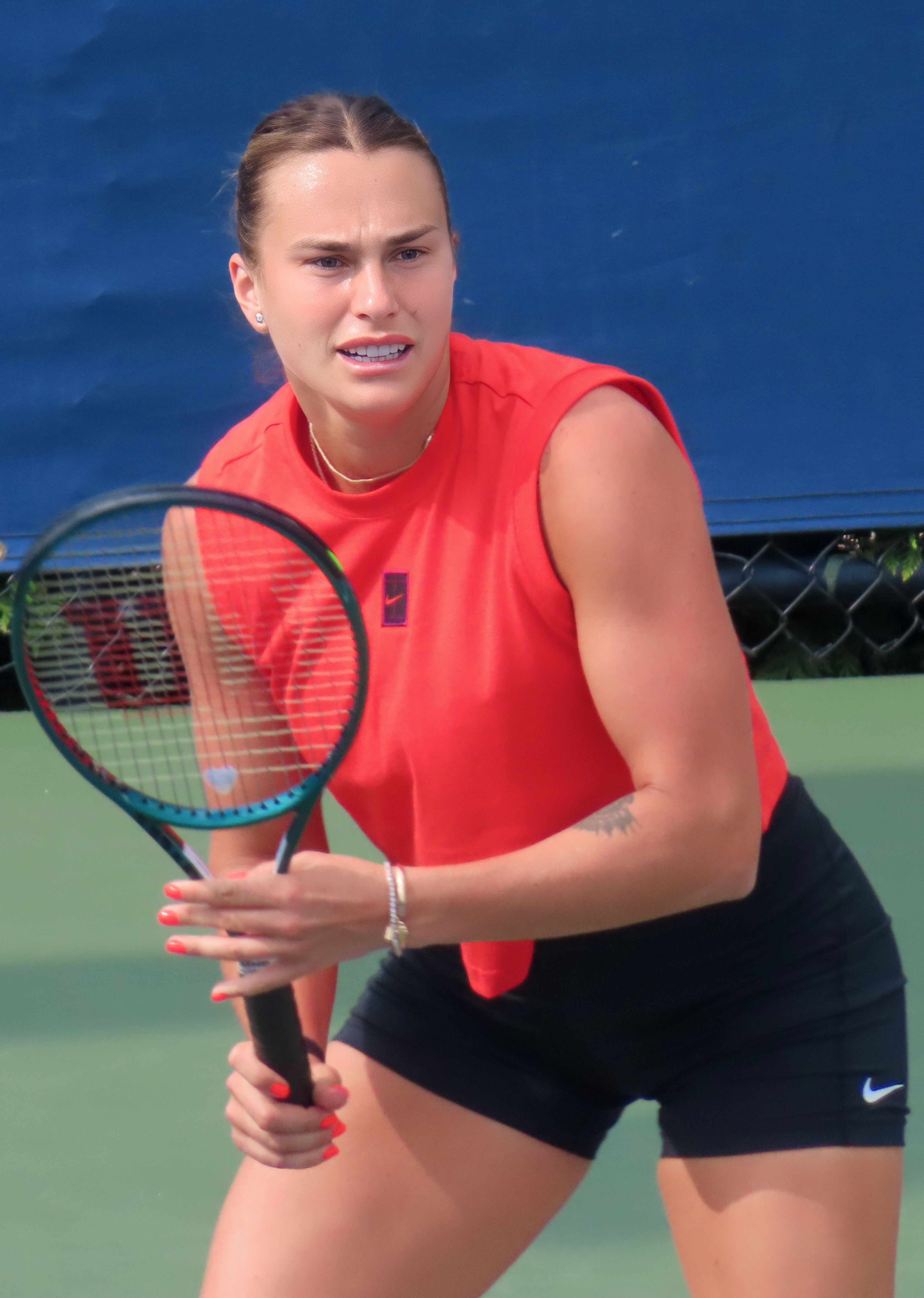
Aryna Sabalenková ženská dvouhra
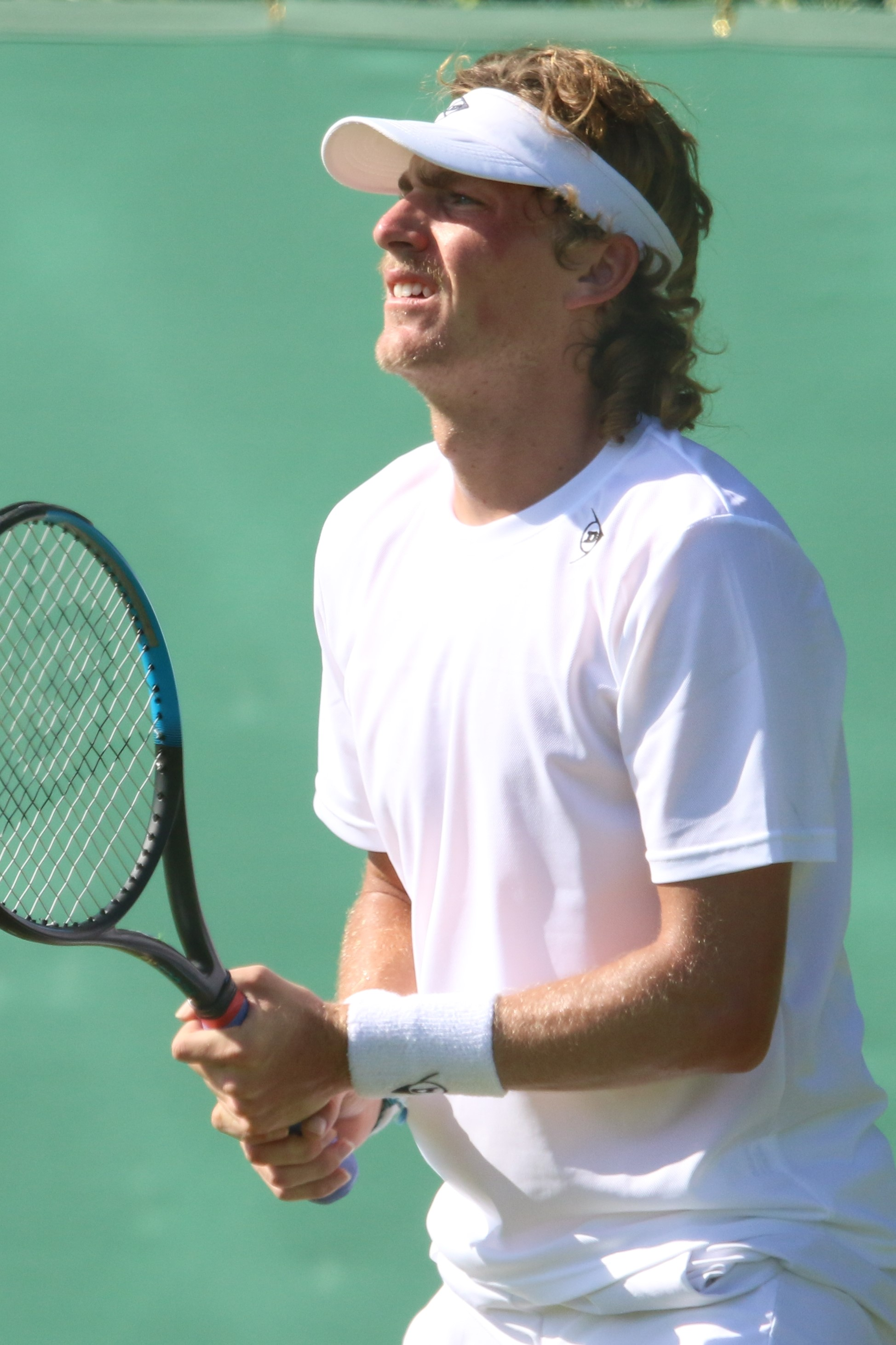
Max Purcell mužská čtyřhra
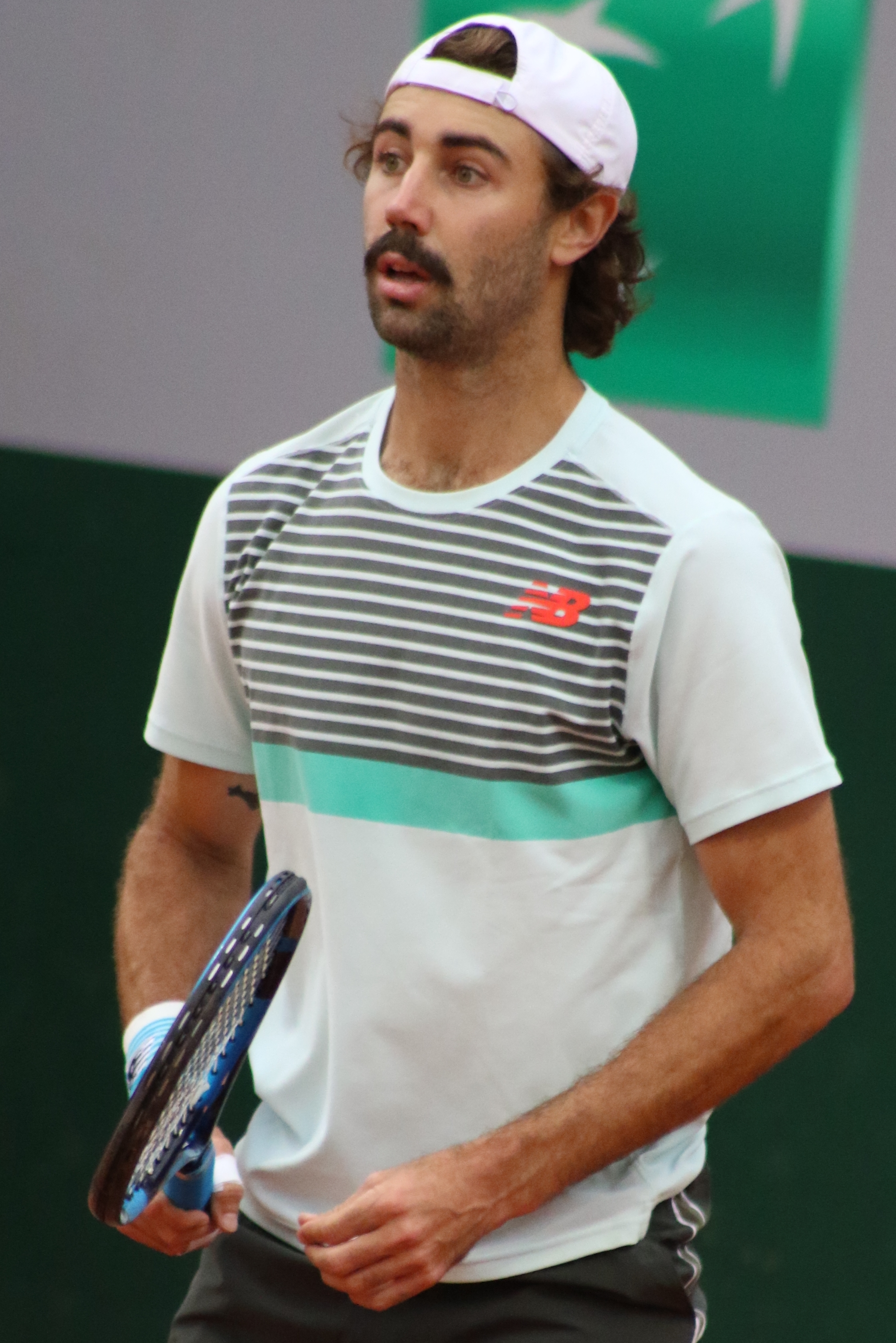
Jordan Thompson mužská čtyřhra
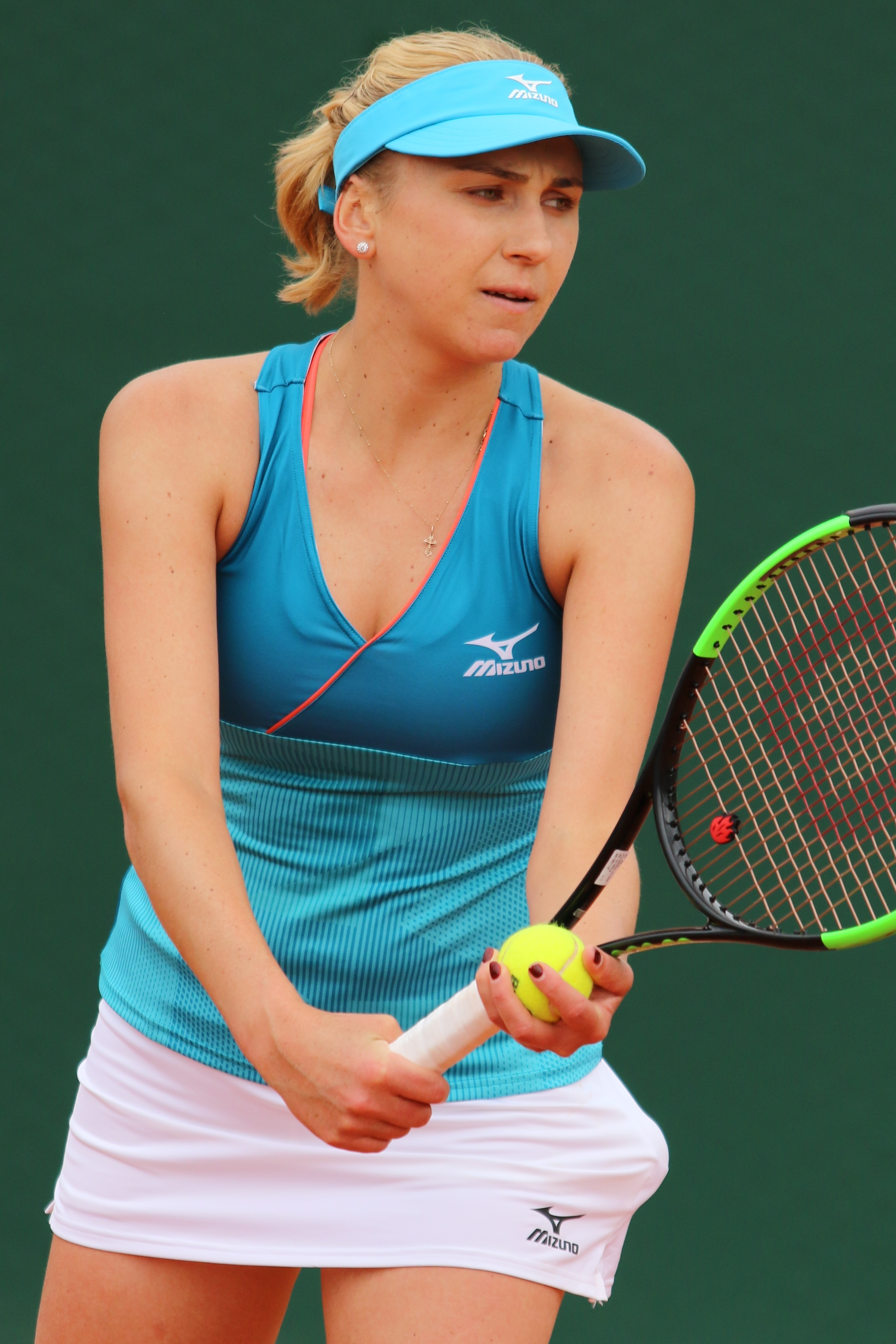
Ljudmyla Kičenoková ženská čtyřhra
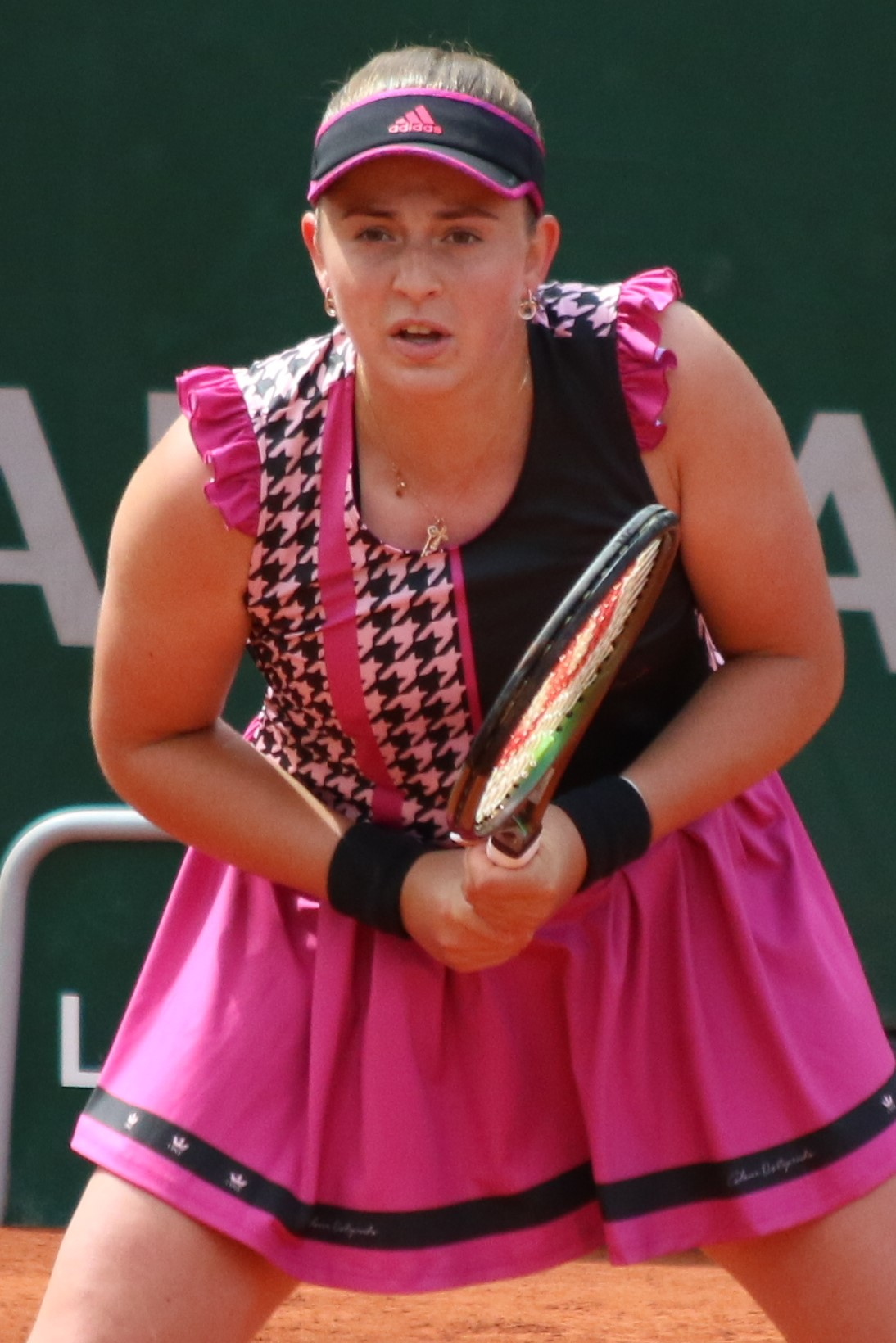
Jeļena Ostapenková ženská čtyřhra
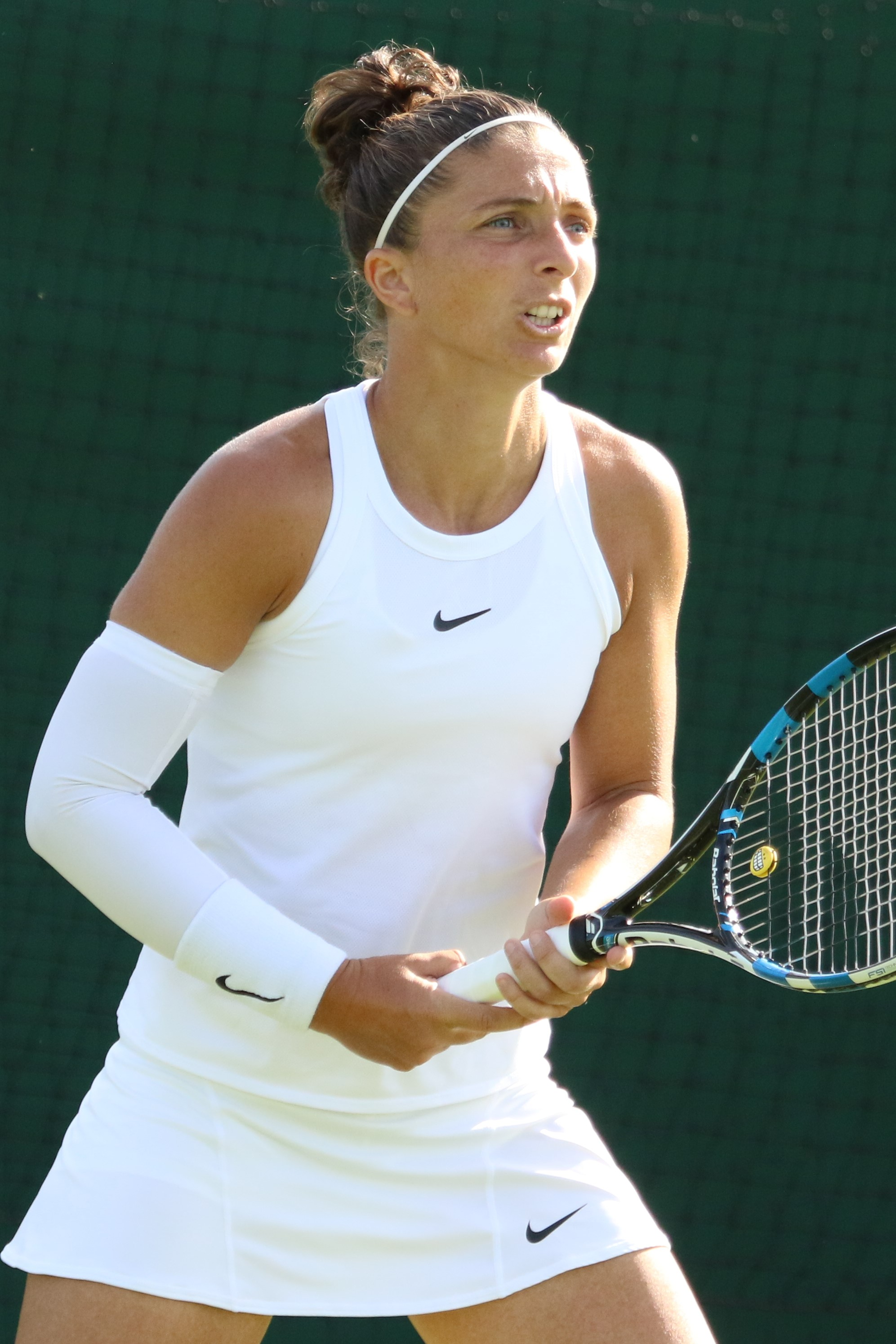
Sara Erraniová smíšená čtyřhra
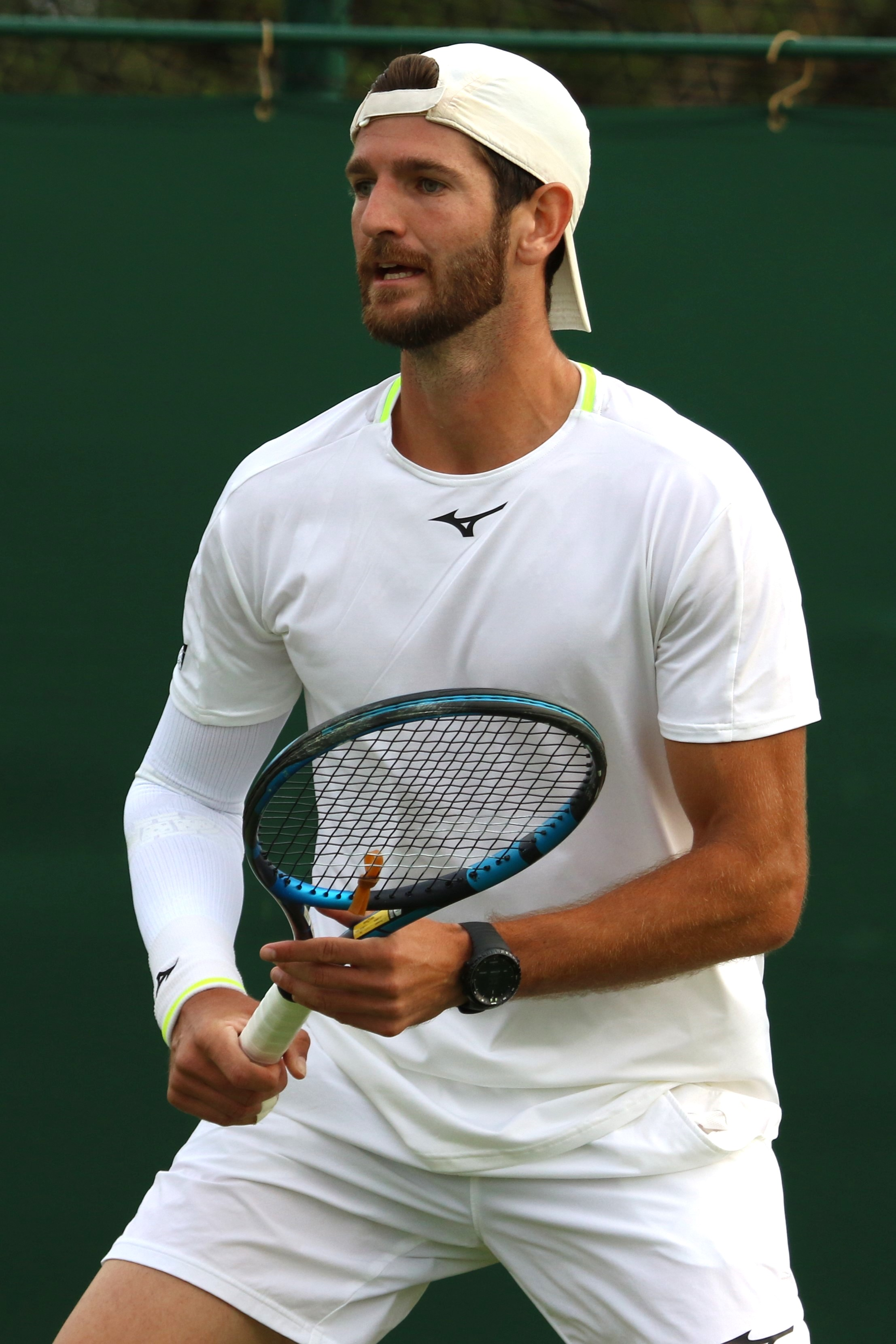
Andrea Vavassori smíšená čtyřhra

## Dotace turnaje
Celková dotace US Open 2024 činila 75 milionů amerických dolarů, což představovalo meziroční navýšení o 15 %. Vyřazení v prvních kolech dvouher obdrželi 100 tisíc dolarů, znamenající nárůst o 23 % vůči předchozímu ročníku. Vítězové dvouher získali 3,6 miliony dolarů, o 20 % více než v roce 2023. Na poražené finalisty čekala poloviční částka 1,8 milionu dolarů.
| Soutěž                                                                   | vítězové    | finalisté   | semifinalisté | čtvrtfinalisté | 16 v kole | 32 v kole | 64 v kole | 128 v kole | Q3       | Q2       | Q1       |
| ------------------------------------------------------------------------ | ----------- | ----------- | ------------- | -------------- | --------- | --------- | --------- | ---------- | -------- | -------- | -------- |
| dvouhry                                                                  | 3 600 000 $ | 1 800 000 $ | 1 000 000 $   | 530 000 $      | 325 000 $ | 215 000 $ | 140 000 $ | 100 000 $  | 52 000 $ | 38 000 $ | 25 000 $ |
| čtyřhry                                                                  | 750 000 $   | 375 000 $   | 190 000 $     | 110 000 $      | 63 000 $  | 40 000 $  | 25 000 $  | —          | —        | —        | —        |
| mix                                                                      | 200 000 $   | 100 000 $   | 50 000 $      | 27 500 $       | 16 500 $  | 10 000 $  | —         | —          | —        | —        | —        |
| Částky jsou uváděny v amerických dolarech a v deblových soutěžích na pár |             |             |               |                |           |           |           |            |          |          |          |

Vysvětlivky
1. 1 2 3  Poražení v 1.–3. kole kvalifikace

## Bodové hodnocení
Rozpis bodů do žebříčků ATP, WTA a ITF juniorů a vozíčkářů.
| Soutěž           | vítězové | finalisté | semifinalisté | čtvrtfinalisté | 16 v kole | 32 v kole | 64 v kole | 128 v kole | QV | Q3 | Q2 | Q1 |
| ---------------- | -------- | --------- | ------------- | -------------- | --------- | --------- | --------- | ---------- | -- | -- | -- | -- |
| Dvouhra mužů     | 2000     | 1300      | 800           | 400            | 200       | 100       | 50        | 10         | 30 | 16 | 8  | 0  |
| Čtyřhra mužů     | 2000     | 1200      | 720           | 360            | 180       | 90        | 0         | —          | —  | —  | —  | —  |
| Dvouhra žen      | 2000     | 1300      | 780           | 430            | 240       | 130       | 70        | 10         | 40 | 30 | 20 | 2  |
| Čtyřhra žen      | 2000     | 1300      | 780           | 430            | 240       | 130       | 10        | —          | —  | —  | —  | —  |
| Dvouhra juniorů  | 1000     | 700       | 490           | 300            | 180       | 90        | 25        | 20         | —  | —  | —  | —  |
| Dvouhra juniorek | 1000     | 700       | 490           | 300            | 180       | 90        | 25        | 20         | —  | —  | —  | —  |
| Čtyřhra juniorů  | 750      | 525       | 367           | 225            | 135       | —         | —         | —          | —  | —  | —  | —  |
| Čtyřhra juniorek | 750      | 525       | 367           | 225            | 135       | —         | —         | —          | —  | —  | —  | —  |

Vysvětlivky
1. ↑  Vítěz kvalifikačního kola postupující do dvouhry. Kvalifikantům se v případě prohry v prvním kole dvouhry započetla vyšší hodnota bodů za výhru v kvalifikaci namísto bodů určených pro poražené v úvodu dvouhry.
2. 1 2 3  Poražení v 1.–3. kole kvalifikace

## Dospělí

### Dvouhra mužů
|  | Čtvrtfinále | Čtvrtfinále      | Čtvrtfinále    | Čtvrtfinále  | Čtvrtfinále | Čtvrtfinále | Čtvrtfinále |    |                 | Semifinále | Semifinále | Semifinále | Semifinále | Semifinále | Semifinále | Semifinále |  |  | Finále | Finále        | Finále | Finále | Finále | Finále | Finále |
|  |             |                  |                |              |             |             |             |    |                 |            |            |            |            |            |            |            |  |  |        |               |        |        |        |        |        |
|  | 1           | Jannik Sinner    | 6              | 1            | 6           | 6           |             |    |                 |            |            |            |            |            |            |            |  |  |        |               |        |        |        |        |        |
|  | 5           | Daniil Medveděv  | 2              | 6            | 1           | 4           |             |    |                 |            |            |            |            |            |            |            |  |  |        |               |        |        |        |        |        |
|  | 5           | Daniil Medveděv  | 2              | 6            | 1           | 4           |             | 1  | Jannik Sinner   | 7          | 7          | 6          |            |            |            |            |  |  |        |               |        |        |        |        |        |
|  |             |                  |                |              |             |             |             | 1  | Jannik Sinner   | 7          | 7          | 6          |            |            |            |            |  |  |        |               |        |        |        |        |        |
|  |             | 25               | Jack Draper    | 5            | 63          | 2           |             |    |                 |            |            |            |            |            |            |            |  |  |        |               |        |        |        |        |        |
|  | 25          | 25               | Jack Draper    | 5            | 63          | 2           | Jack Draper | 6  | 7               | 6          |            |            |            |            |            |            |  |  |        |               |        |        |        |        |        |
|  | 25          |                  |                |              |             |             | Jack Draper | 6  | 7               | 6          |            |            |            |            |            |            |  |  |        |               |        |        |        |        |        |
|  | 10          | Alex de Minaur   | 3              | 5            | 2           |             |             |    |                 |            |            |            |            |            |            |            |  |  |        |               |        |        |        |        |        |
|  |             |                  |                |              |             |             |             |    |                 |            |            |            |            |            |            |            |  |  | 1      | Jannik Sinner | 6      | 6      | 7      |        |        |
|  |             |                  | 12             | Taylor Fritz | 3           | 4           | 5           |    |                 |            |            |            |            |            |            |            |  |  |        |               |        |        |        |        |        |
|  | 12          | Taylor Fritz     | 7              | 3            | 6           | 7           |             |    |                 |            |            |            |            |            |            |            |  |  |        |               |        |        |        |        |        |
|  | 4           | Alexander Zverev | 62             | 6            | 4           | 63          |             |    |                 |            |            |            |            |            |            |            |  |  |        |               |        |        |        |        |        |
|  | 4           | Alexander Zverev | 62             | 6            | 4           | 63          |             | 12 | Taylor Fritz    | 4          | 7          | 4          | 6          | 6          |            |            |  |  |        |               |        |        |        |        |        |
|  |             |                  |                |              |             |             |             | 12 | Taylor Fritz    | 4          | 7          | 4          | 6          | 6          |            |            |  |  |        |               |        |        |        |        |        |
|  |             | 20               | Frances Tiafoe | 6            | 5           | 6           | 4           | 1  |                 |            |            |            |            |            |            |            |  |  |        |               |        |        |        |        |        |
|  | 9           | 20               | Frances Tiafoe | 6            | 5           | 6           | 4           | 1  | Grigor Dimitrov | 3          | 7          | 3          |            |            |            |            |  |  |        |               |        |        |        |        |        |
|  | 9           |                  |                |              |             |             |             |    | Grigor Dimitrov | 3          | 7          | 3          |            |            |            |            |  |  |        |               |        |        |        |        |        |
|  | 20          | Frances Tiafoe   | 6              | 65           | 6           |             |             |    |                 |            |            |            |            |            |            |            |  |  |        |               |        |        |        |        |        |

### Dvouhra žen
|  | Čtvrtfinále | Čtvrtfinále           | Čtvrtfinále       | Čtvrtfinále | Čtvrtfinále |                |                   | Semifinále | Semifinále        | Semifinále | Semifinále | Semifinále |  |  | Finále | Finále | Finále | Finále | Finále |
|  |             |                       |                   |             |             |                |                   |            |                   |            |            |            |  |  |        |        |        |        |        |
|  | 1           | Iga Świąteková        | 2                 | 4           |             |                |                   |            |                   |            |            |            |  |  |        |        |        |        |        |
|  | 6           | Jessica Pegulaová     | 6                 | 6           |             |                |                   |            |                   |            |            |            |  |  |        |        |        |        |        |
|  | 6           | Jessica Pegulaová     | 6                 | 6           |             | 6              | Jessica Pegulaová | 1          | 6                 | 6          |            |            |  |  |        |        |        |        |        |
|  |             |                       |                   |             |             |                | Jessica Pegulaová | 1          | 6                 | 6          |            |            |  |  |        |        |        |        |        |
|  |             |                       | Karolína Muchová  | 6           | 4           | 2              |                   |            |                   |            |            |            |  |  |        |        |        |        |        |
|  | 22          | Beatriz Haddad Maiová | Karolína Muchová  | 6           | 4           | 2              | 1                 | 4          |                   |            |            |            |  |  |        |        |        |        |        |
|  | 22          | Beatriz Haddad Maiová |                   |             |             |                | 1                 | 4          |                   |            |            |            |  |  |        |        |        |        |        |
|  |             | Karolína Muchová      | 6                 | 6           |             |                |                   |            |                   |            |            |            |  |  |        |        |        |        |        |
|  |             |                       |                   |             |             |                |                   | 6          | Jessica Pegulaová | 5          | 5          |            |  |  |        |        |        |        |        |
|  |             |                       |                   |             |             |                |                   |            |                   |            |            |            |  |  |        |        |        |        |        |
|  |             | 2                     | Aryna Sabalenková | 7           | 7           |                |                   |            |                   |            |            |            |  |  |        |        |        |        |        |
|  | 26          | 2                     | Aryna Sabalenková | 7           | 7           | Paula Badosová | 2                 | 5          |                   |            |            |            |  |  |        |        |        |        |        |
|  | 26          |                       |                   |             |             | Paula Badosová | 2                 | 5          |                   |            |            |            |  |  |        |        |        |        |        |
|  | 13          | Emma Navarrová        | 6                 | 7           |             |                |                   |            |                   |            |            |            |  |  |        |        |        |        |        |
|  | 13          | Emma Navarrová        | 6                 | 7           |             | 13             | Emma Navarrová    | 3          | 62                |            |            |            |  |  |        |        |        |        |        |
|  |             |                       |                   |             |             |                | Emma Navarrová    | 3          | 62                |            |            |            |  |  |        |        |        |        |        |
|  |             | 2                     | Aryna Sabalenková | 6           | 7           |                |                   |            |                   |            |            |            |  |  |        |        |        |        |        |
|  | 7           | 2                     | Aryna Sabalenková | 6           | 7           | Čeng Čchin-wen | 1                 | 2          |                   |            |            |            |  |  |        |        |        |        |        |
|  | 7           |                       |                   |             |             | Čeng Čchin-wen | 1                 | 2          |                   |            |            |            |  |  |        |        |        |        |        |
|  | 2           | Aryna Sabalenková     | 6                 | 6           |             |                |                   |            |                   |            |            |            |  |  |        |        |        |        |        |

### Čtyřhra mužů
|  | Čtvrtfinále | Čtvrtfinále                        | Čtvrtfinále                       | Čtvrtfinále | Čtvrtfinále |                                   |                             | Semifinále | Semifinále | Semifinále | Semifinále | Semifinále |   |                             | Finále | Finále | Finále | Finále | Finále |
|  |             |                                    |                                   |             |             |                                   |                             |            |            |            |            |            |   |                             |        |        |        |        |        |
|  | 1           | Marcel Granollers Horacio Zeballos | 64                                | 4           |             |                                   |                             |            |            |            |            |            |   |                             |        |        |        |        |        |
|  | 7           | Max Purcell Jordan Thompson        | 7                                 | 6           |             |                                   |                             |            |            |            |            |            |   |                             |        |        |        |        |        |
|  | 7           | Max Purcell Jordan Thompson        | 7                                 | 6           |             | 7                                 | Max Purcell Jordan Thompson | 6          | 7          |            |            |            |   |                             |        |        |        |        |        |
|  |             |                                    |                                   |             |             |                                   | Max Purcell Jordan Thompson | 6          | 7          |            |            |            |   |                             |        |        |        |        |        |
|  |             | 13                                 | Nathaniel Lammons Jackson Withrow | 4           | 64          |                                   |                             |            |            |            |            |            |   |                             |        |        |        |        |        |
|  | 13          | 13                                 | Nathaniel Lammons Jackson Withrow | 4           | 64          | Nathaniel Lammons Jackson Withrow | 6                           | 65         | 6          |            |            |            |   |                             |        |        |        |        |        |
|  | 13          |                                    |                                   |             |             | Nathaniel Lammons Jackson Withrow | 6                           | 65         | 6          |            |            |            |   |                             |        |        |        |        |        |
|  | 11          | Wesley Koolhof Nikola Mektić       | 1                                 | 7           | 4           |                                   |                             |            |            |            |            |            |   |                             |        |        |        |        |        |
|  | 11          | Wesley Koolhof Nikola Mektić       | 1                                 | 7           | 4           |                                   |                             |            |            |            |            |            | 7 | Max Purcell Jordan Thompson | 6      | 7      |        |        |        |
|  |             |                                    |                                   |             |             |                                   |                             |            |            |            |            |            |   | Max Purcell Jordan Thompson | 6      | 7      |        |        |        |
|  |             | 10                                 | Kevin Krawietz Tim Pütz           | 4           | 64          |                                   |                             |            |            |            |            |            |   |                             |        |        |        |        |        |
|  | 8           | 10                                 | Kevin Krawietz Tim Pütz           | 4           | 64          | Neal Skupski Michael Venus        | 61                          | 1          |            |            |            |            |   |                             |        |        |        |        |        |
|  | 8           |                                    |                                   |             |             | Neal Skupski Michael Venus        | 61                          | 1          |            |            |            |            |   |                             |        |        |        |        |        |
|  | 4           | Marcelo Arévalo Mate Pavić         | 7                                 | 6           |             |                                   |                             |            |            |            |            |            |   |                             |        |        |        |        |        |
|  | 4           | Marcelo Arévalo Mate Pavić         | 7                                 | 6           |             | 4                                 | Marcelo Arévalo Mate Pavić  | 3          | 711        | 4          |            |            |   |                             |        |        |        |        |        |
|  |             |                                    |                                   |             |             |                                   | Marcelo Arévalo Mate Pavić  | 3          | 711        | 4          |            |            |   |                             |        |        |        |        |        |
|  |             | 10                                 | Kevin Krawietz Tim Pütz           | 6           | 69          | 6                                 |                             |            |            |            |            |            |   |                             |        |        |        |        |        |
|  | 10          | 10                                 | Kevin Krawietz Tim Pütz           | 6           | 69          | 6                                 | Kevin Krawietz Tim Pütz     | 611        | 6          | 6          |            |            |   |                             |        |        |        |        |        |
|  | 10          |                                    |                                   |             |             |                                   | Kevin Krawietz Tim Pütz     | 611        | 6          | 6          |            |            |   |                             |        |        |        |        |        |
|  | 16          | Máximo González Andrés Molteni     | 713                               | 4           | 1           |                                   |                             |            |            |            |            |            |   |                             |        |        |        |        |        |

### Čtyřhra žen
|  | Čtvrtfinále | Čtvrtfinále                                | Čtvrtfinále                            | Čtvrtfinále | Čtvrtfinále |                                    |                                       | Semifinále                             | Semifinále | Semifinále | Semifinále | Semifinále |                                        |   | Finále | Finále | Finále | Finále | Finále |
|  |             |                                            |                                        |             |             |                                    |                                       |                                        |            |            |            |            |                                        |   |        |        |        |        |        |
|  | 1           | Gabriela Dabrowská Erin Routliffeová       | 6                                      | 5           | 3           |                                    |                                       |                                        |            |            |            |            |                                        |   |        |        |        |        |        |
|  | 10          | Čan Chao-čching Veronika Kuděrmetovová     | 4                                      | 7           | 6           |                                    |                                       |                                        |            |            |            |            |                                        |   |        |        |        |        |        |
|  | 10          | Čan Chao-čching Veronika Kuděrmetovová     | 4                                      | 7           | 6           |                                    | 10                                    | Čan Chao-čching Veronika Kuděrmetovová | 1          | 2          |            |            |                                        |   |        |        |        |        |        |
|  |             |                                            |                                        |             |             |                                    | 10                                    | Čan Chao-čching Veronika Kuděrmetovová | 1          | 2          |            |            |                                        |   |        |        |        |        |        |
|  |             | 7                                          | Ljudmyla Kičenoková Jeļena Ostapenková | 6           | 6           |                                    |                                       |                                        |            |            |            |            |                                        |   |        |        |        |        |        |
|  |             | 7                                          | Ljudmyla Kičenoková Jeļena Ostapenková | 6           | 6           | Anna Danilinová Irina Chromačovová | 62                                    | 4                                      |            |            |            |            |                                        |   |        |        |        |        |        |
|  |             |                                            |                                        |             |             | Anna Danilinová Irina Chromačovová | 62                                    | 4                                      |            |            |            |            |                                        |   |        |        |        |        |        |
|  | 7           | Ljudmyla Kičenoková Jeļena Ostapenková     | 7                                      | 6           |             |                                    |                                       |                                        |            |            |            |            |                                        |   |        |        |        |        |        |
|  | 7           | Ljudmyla Kičenoková Jeļena Ostapenková     | 7                                      | 6           |             |                                    |                                       |                                        |            |            |            | 7          | Ljudmyla Kičenoková Jeļena Ostapenková | 6 | 6      |        |        |        |        |
|  |             |                                            |                                        |             |             |                                    |                                       |                                        |            |            |            |            |                                        | 6 | 6      |        |        |        |        |
|  |             |                                            | Kristina Mladenovicová Čang Šuaj       | 4           | 3           |                                    |                                       |                                        |            |            |            |            |                                        |   |        |        |        |        |        |
|  | 8           | Demi Schuursová Luisa Stefaniová           | Kristina Mladenovicová Čang Šuaj       | 4           | 3           | 2                                  | 3                                     |                                        |            |            |            |            |                                        |   |        |        |        |        |        |
|  | 8           | Demi Schuursová Luisa Stefaniová           |                                        |             |             | 2                                  | 3                                     |                                        |            |            |            |            |                                        |   |        |        |        |        |        |
|  | 3           | Kateřina Siniaková Taylor Townsendová      | 6                                      | 6           |             |                                    |                                       |                                        |            |            |            |            |                                        |   |        |        |        |        |        |
|  | 3           | Kateřina Siniaková Taylor Townsendová      | 6                                      | 6           |             | 3                                  | Kateřina Siniaková Taylor Townsendová | 5                                      | 6          | 3          |            |            |                                        |   |        |        |        |        |        |
|  |             |                                            |                                        |             |             |                                    | Kateřina Siniaková Taylor Townsendová | 5                                      | 6          | 3          |            |            |                                        |   |        |        |        |        |        |
|  |             |                                            | Kristina Mladenovicová Čang Šuaj       | 7           | 4           | 6                                  |                                       |                                        |            |            |            |            |                                        |   |        |        |        |        |        |
|  | 5           | Nicole Melichar-Martinezová Ellen Perezová | Kristina Mladenovicová Čang Šuaj       | 7           | 4           | 6                                  | 62                                    | 4                                      |            |            |            |            |                                        |   |        |        |        |        |        |
|  | 5           | Nicole Melichar-Martinezová Ellen Perezová |                                        |             |             |                                    | 62                                    | 4                                      |            |            |            |            |                                        |   |        |        |        |        |        |
|  |             | Kristina Mladenovicová Čang Šuaj           | 7                                      | 6           |             |                                    |                                       |                                        |            |            |            |            |                                        |   |        |        |        |        |        |

### Smíšená čtyřhra
|  | Čtvrtfinále | Čtvrtfinále                                 | Čtvrtfinále                                 | Čtvrtfinále | Čtvrtfinále |                                  |                                 | Semifinále                      | Semifinále | Semifinále | Semifinále | Semifinále |    |                                 | Finále | Finále | Finále | Finále | Finále |
|  |             |                                             |                                             |             |             |                                  |                                 |                                 |            |            |            |            |    |                                 |        |        |        |        |        |
|  |             | Anna Danilinová Harri Heliövaara            | 7                                           | 3           | [8]         |                                  |                                 |                                 |            |            |            |            |    |                                 |        |        |        |        |        |
|  | WC          | Taylor Townsendová Donald Young             | 63                                          | 6           | [10]        |                                  |                                 |                                 |            |            |            |            |    |                                 |        |        |        |        |        |
|  | WC          | Taylor Townsendová Donald Young             | 63                                          | 6           | [10]        |                                  | WC                              | Taylor Townsendová Donald Young | 6          | 6          |            |            |    |                                 |        |        |        |        |        |
|  |             |                                             |                                             |             |             |                                  | WC                              | Taylor Townsendová Donald Young | 6          | 6          |            |            |    |                                 |        |        |        |        |        |
|  |             | 8                                           | Aldila Sutjiadiová Rohan Bopanna            | 3           | 4           |                                  |                                 |                                 |            |            |            |            |    |                                 |        |        |        |        |        |
|  | 4           | 8                                           | Aldila Sutjiadiová Rohan Bopanna            | 3           | 4           | Barbora Krejčíková Matthew Ebden | 64                              | 6                               | [7]        |            |            |            |    |                                 |        |        |        |        |        |
|  | 4           |                                             |                                             |             |             | Barbora Krejčíková Matthew Ebden | 64                              | 6                               | [7]        |            |            |            |    |                                 |        |        |        |        |        |
|  | 8           | Aldila Sutjiadiová Rohan Bopanna            | 7                                           | 2           | [10]        |                                  |                                 |                                 |            |            |            |            |    |                                 |        |        |        |        |        |
|  | 8           | Aldila Sutjiadiová Rohan Bopanna            | 7                                           | 2           | [10]        |                                  |                                 |                                 |            |            |            |            | WC | Taylor Townsendová Donald Young | 60     | 5      |        |        |        |
|  |             |                                             |                                             |             |             |                                  |                                 |                                 |            |            |            |            |    | Taylor Townsendová Donald Young | 60     | 5      |        |        |        |
|  |             | 3                                           | Sara Erraniová Andrea Vavassori             | 7           | 7           |                                  |                                 |                                 |            |            |            |            |    |                                 |        |        |        |        |        |
|  | 7           | 3                                           | Sara Erraniová Andrea Vavassori             | 7           | 7           | Sie Šu-wej Jan Zieliński         | 3                               | 4                               |            |            |            |            |    |                                 |        |        |        |        |        |
|  | 7           |                                             |                                             |             |             | Sie Šu-wej Jan Zieliński         | 3                               | 4                               |            |            |            |            |    |                                 |        |        |        |        |        |
|  | 3           | Sara Erraniová Andrea Vavassori             | 6                                           | 6           |             |                                  |                                 |                                 |            |            |            |            |    |                                 |        |        |        |        |        |
|  | 3           | Sara Erraniová Andrea Vavassori             | 6                                           | 6           |             | 3                                | Sara Erraniová Andrea Vavassori | 6                               | 7          |            |            |            |    |                                 |        |        |        |        |        |
|  |             |                                             |                                             |             |             |                                  | Sara Erraniová Andrea Vavassori | 6                               | 7          |            |            |            |    |                                 |        |        |        |        |        |
|  |             | WC                                          | Tyra Caterina Grantová Aleksandar Kovacevic | 3           | 5           |                                  |                                 |                                 |            |            |            |            |    |                                 |        |        |        |        |        |
|  |             | WC                                          | Tyra Caterina Grantová Aleksandar Kovacevic | 3           | 5           | Ellen Perezová Sander Gillé      |                                 |                                 |            |            |            |            |    |                                 |        |        |        |        |        |
|  |             |                                             |                                             |             |             |                                  |                                 |                                 |            |            |            |            |    |                                 |        |        |        |        |        |
|  | WC          | Tyra Caterina Grantová Aleksandar Kovacevic | w/o                                         |             |             |                                  |                                 |                                 |            |            |            |            |    |                                 |        |        |        |        |        |

## Junioři

### Dvouhra juniorů
|  | Čtvrtfinále | Čtvrtfinále         | Čtvrtfinále       | Čtvrtfinále | Čtvrtfinále |              |                | Semifinále          | Semifinále          | Semifinále | Semifinále | Semifinále |  |  | Finále | Finále | Finále | Finále | Finále |
|  |             |                     |                   |             |             |              |                |                     |                     |            |            |            |  |  |        |        |        |        |        |
|  | 1           | Nicolai Budkov Kjær | 6                 | 1           | 7           |              |                |                     |                     |            |            |            |  |  |        |        |        |        |        |
|  | 5           | Luca Preda          | 3                 | 6           | 5           |              |                |                     |                     |            |            |            |  |  |        |        |        |        |        |
|  | 5           | Luca Preda          | 3                 | 6           | 5           |              | 1              | Nicolai Budkov Kjær | 6                   | 6          |            |            |  |  |        |        |        |        |        |
|  |             |                     |                   |             |             |              | 1              | Nicolai Budkov Kjær | 6                   | 6          |            |            |  |  |        |        |        |        |        |
|  |             |                     | Charlie Robertson | 3           | 3           |              |                |                     |                     |            |            |            |  |  |        |        |        |        |        |
|  | Q           | Flynn Thomas        | Charlie Robertson | 3           | 3           | 1            | 2              |                     |                     |            |            |            |  |  |        |        |        |        |        |
|  | Q           | Flynn Thomas        |                   |             |             | 1            | 2              |                     |                     |            |            |            |  |  |        |        |        |        |        |
|  |             | Charlie Robertson   | 6                 | 6           |             |              |                |                     |                     |            |            |            |  |  |        |        |        |        |        |
|  |             |                     |                   |             |             |              |                | 1                   | Nicolai Budkov Kjær | 6          | 2          | 61         |  |  |        |        |        |        |        |
|  |             |                     |                   |             |             |              |                |                     |                     |            |            |            |  |  |        |        |        |        |        |
|  |             | 12                  | Rafael Jódar      | 2           | 6           | 710          |                |                     |                     |            |            |            |  |  |        |        |        |        |        |
|  |             | 12                  | Rafael Jódar      | 2           | 6           | 710          | Atakan Karahan | 3                   | 3                   |            |            |            |  |  |        |        |        |        |        |
|  |             |                     |                   |             |             |              | Atakan Karahan | 3                   | 3                   |            |            |            |  |  |        |        |        |        |        |
|  | 3           | Rei Sakamoto        | 6                 | 6           |             |              |                |                     |                     |            |            |            |  |  |        |        |        |        |        |
|  | 3           | Rei Sakamoto        | 6                 | 6           |             | 3            | Rei Sakamoto   | 3                   | 1                   |            |            |            |  |  |        |        |        |        |        |
|  |             |                     |                   |             |             |              | Rei Sakamoto   | 3                   | 1                   |            |            |            |  |  |        |        |        |        |        |
|  |             | 12                  | Rafael Jódar      | 6           | 6           |              |                |                     |                     |            |            |            |  |  |        |        |        |        |        |
|  | 12          | 12                  | Rafael Jódar      | 6           | 6           | Rafael Jódar | 6              | 67                  | 7                   |            |            |            |  |  |        |        |        |        |        |
|  | 12          |                     |                   |             |             | Rafael Jódar | 6              | 67                  | 7                   |            |            |            |  |  |        |        |        |        |        |
|  | 2           | Kaylan Bigun        | 4                 | 79          | 5           |              |                |                     |                     |            |            |            |  |  |        |        |        |        |        |

### Dvouhra juniorek
|  | Čtvrtfinále | Čtvrtfinále            | Čtvrtfinále      | Čtvrtfinále | Čtvrtfinále |                  |                       | Semifinále | Semifinále | Semifinále | Semifinále | Semifinále |                       |   | Finále | Finále | Finále | Finále | Finále |
|  |             |                        |                  |             |             |                  |                       |            |            |            |            |            |                       |   |        |        |        |        |        |
|  |             | Mika Stojsavljevicová  | 6                | 7           |             |                  |                       |            |            |            |            |            |                       |   |        |        |        |        |        |
|  | WC          | Annika Penickova       | 2                | 63          |             |                  |                       |            |            |            |            |            |                       |   |        |        |        |        |        |
|  | WC          | Annika Penickova       | 2                | 63          |             |                  | Mika Stojsavljevicová | 6          | 3          | 6          |            |            |                       |   |        |        |        |        |        |
|  |             |                        |                  |             |             |                  | Mika Stojsavljevicová | 6          | 3          | 6          |            |            |                       |   |        |        |        |        |        |
|  |             | 3/WC                   | Iva Jovicová     | 0           | 6           | 3                |                       |            |            |            |            |            |                       |   |        |        |        |        |        |
|  | 3/WC        | 3/WC                   | Iva Jovicová     | 0           | 6           | 3                | Iva Jovicová          | 6          | 6          |            |            |            |                       |   |        |        |        |        |        |
|  | 3/WC        |                        |                  |             |             |                  | Iva Jovicová          | 6          | 6          |            |            |            |                       |   |        |        |        |        |        |
|  | WC          | Valerie Glozmanová     | 4                | 4           |             |                  |                       |            |            |            |            |            |                       |   |        |        |        |        |        |
|  | WC          | Valerie Glozmanová     | 4                | 4           |             |                  |                       |            |            |            |            |            | Mika Stojsavljevicová | 6 | 6      |        |        |        |        |
|  |             |                        |                  |             |             |                  |                       |            |            |            |            |            |                       | 6 | 6      |        |        |        |        |
|  |             | 7                      | Wakana Sonobeová | 4           | 4           |                  |                       |            |            |            |            |            |                       |   |        |        |        |        |        |
|  | 7           | 7                      | Wakana Sonobeová | 4           | 4           | Wakana Sonobeová | 6                     | 6          |            |            |            |            |                       |   |        |        |        |        |        |
|  | 7           |                        |                  |             |             | Wakana Sonobeová | 6                     | 6          |            |            |            |            |                       |   |        |        |        |        |        |
|  | 4           | Teodora Kostovićová    | 3                | 4           |             |                  |                       |            |            |            |            |            |                       |   |        |        |        |        |        |
|  | 4           | Teodora Kostovićová    | 3                | 4           |             | 7                | Wakana Sonobeová      | 6          | 6          |            |            |            |                       |   |        |        |        |        |        |
|  |             |                        |                  |             |             |                  | Wakana Sonobeová      | 6          | 6          |            |            |            |                       |   |        |        |        |        |        |
|  |             | 8                      | Mingge Xuová     | 4           | 4           |                  |                       |            |            |            |            |            |                       |   |        |        |        |        |        |
|  | 8           | 8                      | Mingge Xuová     | 4           | 4           | Mingge Xuová     | 7                     | 5          | 6          |            |            |            |                       |   |        |        |        |        |        |
|  | 8           |                        |                  |             |             | Mingge Xuová     | 7                     | 5          | 6          |            |            |            |                       |   |        |        |        |        |        |
|  | 2           | Tyra Caterina Grantová | 5                | 7           | 4           |                  |                       |            |            |            |            |            |                       |   |        |        |        |        |        |

### Čtyřhra juniorů
|  | Semifinále | Semifinále                       | Semifinále               | Semifinále | Semifinále |   |                         | Finále | Finále | Finále | Finále | Finále |
|  |            |                                  |                          |            |            |   |                         |        |        |        |        |        |
|  | 1          | Maxim Mrva Rei Sakamoto          | 7                        | 6          |            |   |                         |        |        |        |        |        |
|  | 3          | Henry Bernet Nicolai Budkov Kjær | 5                        | 3          |            |   |                         |        |        |        |        |        |
|  | 3          | Henry Bernet Nicolai Budkov Kjær | 5                        | 3          |            | 1 | Maxim Mrva Rei Sakamoto | 7      | 7      |        |        |        |
|  |            |                                  |                          |            |            | 1 | Maxim Mrva Rei Sakamoto | 7      | 7      |        |        |        |
|  |            |                                  | Denis Peták Flynn Thomas | 5          | 61         |   |                         |        |        |        |        |        |
|  | 4          | Thomas Faurel Luca Preda         | Denis Peták Flynn Thomas | 5          | 61         | 3 | 5                       |        |        |        |        |        |
|  | 4          | Thomas Faurel Luca Preda         |                          |            |            | 3 | 5                       |        |        |        |        |        |
|  |            | Denis Peták Flynn Thomas         | 6                        | 7          |            |   |                         |        |        |        |        |        |

### Čtyřhra juniorek
|  | Semifinále | Semifinále                              | Semifinále                      | Semifinále | Semifinále |                                         |   | Finále | Finále | Finále | Finále | Finále |
|  |            |                                         |                                 |            |            |                                         |   |        |        |        |        |        |
|  |            | Tereza Krejčová Eliška Ticháčková       | 3                               | 4          |            |                                         |   |        |        |        |        |        |
|  |            | Malak El Allamiová Emily Sartz-Lundeová | 6                               | 6          |            |                                         |   |        |        |        |        |        |
|  |            | Malak El Allamiová Emily Sartz-Lundeová | 6                               | 6          |            | Malak El Allamiová Emily Sartz-Lundeová | 6 | 4      | [10]   |        |        |        |
|  |            |                                         |                                 |            |            | Malak El Allamiová Emily Sartz-Lundeová | 6 | 4      | [10]   |        |        |        |
|  |            |                                         | Julie Paštiková Julia Stuseková | 2          | 6          | [6]                                     |   |        |        |        |        |        |
|  |            | Julie Paštiková Julia Stuseková         | Julie Paštiková Julia Stuseková | 2          | 6          | [6]                                     | 1 | 6      | [10]   |        |        |        |
|  |            | Julie Paštiková Julia Stuseková         |                                 |            |            |                                         | 1 | 6      | [10]   |        |        |        |
|  | 7          | Joy de Zeeuwová Hannah Klugmanová       | 6                               | 0          | [5]        |                                         |   |        |        |        |        |        |

## Juniorští vozíčkáři
| Finále |                |    |   |  |
|        |                |    |   |  |
|        |                |    |   |  |
|        | Charlie Cooper | 7  | 6 |  |
|        | Ivar van Rijt  | 62 | 3 |  |

| Finále |                   |   |   |   |
|        |                   |   |   |   |
|        |                   |   |   |   |
|        | Juma Takamurová   | 2 | 6 | 6 |
|        | Vitoria Mirandová | 6 | 4 | 4 |

| Finále |                               |   |   |  |
|        |                               |   |   |  |
|        |                               |   |   |  |
|        | Ivar van Rijt Benjamin Wenzel | 6 | 6 |  |
|        | Charlie Cooper Tomas Majetic  | 2 | 1 |  |

| Finále |                                |   |   |  |
|        |                                |   |   |  |
|        |                                |   |   |  |
|        | Rio Okanová Juma Takamurová    | 6 | 6 |  |
|        | Luna Grypová Vitoria Mirandová | 3 | 2 |  |

## Odhlášení

### Mužská dvouhra
Žebříček ATP k 15. červenci 2024, určujícímu vydání pro účast v hlavní soutěži. Ve startovním poli bylo 104 míst určeno pro přímou účast singlistů na základě žebříčku, 16 míst pro kvalifikanty a 8 pro hráče na divokou kartu. Hranicí posledního přímého účastníka bylo 98. místo vzhledem k předpokládanému startu šesti tenistů pod žebříčkovou ochranou, z nichž se Nadal odhlásil.
- Rafael Nadal (9. PR) → nahradil jej  Mackenzie McDonald (99.)
- Cameron Norrie (42.) → nahradil jej  Francisco Comesaña (100.)
- Emil Ruusuvuori (70.) → nahradil jej  Maximilian Marterer (LL)

### Ženská dvouhra
Žebříček WTA k 15. červenci 2024, určujícímu vydání pro účast v hlavní soutěži. Ve startovním poli bylo 104 míst určeno pro přímou účast singlistek na základě žebříčku, 16 míst pro kvalifikantky a 8 pro hráčky na divokou kartu.  Hranicí poslední přímé účastnice bylo 96. místo vzhledem k předpokládanému startu osmi tenistek pod žebříčkovou ochranou.

#### Nasazené
| Nasazené tenistky                | Nasazené tenistky   | Nasazené tenistky | Nasazené tenistky | Nasazené tenistky | Nasazené tenistky     | Nasazené tenistky |
| Žebříček                         | hráčka              | bodový stav       | bodový stav       | bodový stav       | důvod neúčasti        | důvod neúčasti    |
| Žebříček                         | hráčka              | před turnajem     | obhajovala        | po turnaji        | důvod neúčasti        | důvod neúčasti    |
| -------------------------------- | ------------------- | ----------------- | ----------------- | ----------------- | --------------------- | ----------------- |
| 17.                              | Ons Džabúrová       | 2 451             | 240               | 2 211             | poranění ramene       | [ 29 ]            |
| 22.                              | Markéta Vondroušová | 2 178             | 430               | 1 748             | operace levého ramene | [ 30 ]            |
| Žebříček WTA k 26. červenci 2024 |                     |                   |                   |                   |                       |                   |

#### Úplný seznam
- Sorana Cîrsteaová (37.) → nahradila ji  Renata Zarazúová (97.)
- Ču Lin (50.) → nahradila ji  Anna Bondárová (98.)
- Markéta Vondroušová (18.) → nahradila ji  Petra Martićová (99.)
- Ons Džabúrová (16.) → nahradila ji Kamilla Rachimovová (LL)[31]

### Mužská čtyřhra
- Marco Bortolotti /  Flavio Cobolli → nahradili je  Flavio Cobolli /  Dominic Stricker

### Smíšená čtyřhra
- Bethanie Matteková-Sandsová /  Jamie Murray → nahradili je Alexandra Panovová /  Fabrice Martin
- Katie Volynetsová /  Rajeev Ram → nahradili je  Ulrikke Eikeriová /  Máximo González

## Divoké karty
Následující tenisté obdrželi divokou kartu do hlavních soutěží. Divoké karty pro zástupce australského a francouzského tenisu v singlových soutěžích byly přiděleny v rámci reciproční dohody tří ze čtyř tenisových svazů pořádajících Grand Slam – Tennis Australia, United States Tennis Association a Fédération Française de tennis. Francouzská federace je udělila Alexandru Müllerovi a Chloé Paquetové. Australský svaz zvolil Tristana Schoolkateho a Taylah Prestonovou.
| - Matthew Forbes - Alexandre Müller - Tristan Schoolkate - Zachary Svajda - Dominic Thiem - Learner Tien - Stan Wawrinka | - Bianca Andreescuová - Amanda Anisimovová - Iva Jovicová - McCartney Kesslerová - Alexa Noelová - Naomi Ósakaová - Chloé Paquetová - Taylah Prestonová |

| - Tristan Boyer / Emilio Nava - Robert Cash / JJ Tracy - Nikita Samuel Filin / Alexander Razeghi - Christian Harrison / Vasil Kirkov - Mitchell Krueger / Reese Stalder - Mackenzie McDonald / Alex Michelsen - Ryan Seggerman / Patrik Trhac | - Jessie Aneyová / Jessica Faillová - Hailey Baptisteová / Whitney Osuigweová - Carmen Corleyová / Ivana Corleyová - Tyra Caterina Grantová / Iva Jovicová - McCartney Kesslerová / Sabrina Santamariová - Robin Montgomeryová / Clervie Ngounoueová - Anna Rogersová / Alana Smithová |

### Smíšená čtyřhra
- Tyra Caterina Grantová /  Aleksandar Kovacevic
- Iva Jovicová /  Kaylan Bigun
- Ashlyn Kruegerová /  Thai-Son Kwiatkowski
- Maria Mateasová /  Mackenzie McDonald
- Clervie Ngounoueová /  Learner Tien
- Alycia Parksová /  Jackson Withrow
- Shelby Rogersová /  Robert Galloway
- Taylor Townsendová /  Donald Young

## Kvalifikanti
Před rozehráním hlavních soutěží probíhaly mezi 19. a 22. srpnem 2024 kvalifikace v Národním tenisovém centru Billie Jean Kingové. Do dvouher z nich postoupilo sedmnáct mužů i žen.
| Mužští kvalifikanti |
| --- |
| - Radu Albot - Mattia Bellucci - Pu Jün-čchao-kche-tche - Jan Choinski - Gabriel Diallo - Hugo Grenier - Quentin Halys - Kyrian Jacquet - Maks Kaśnikowski - Mitchell Krueger - Hamad Medjedović - Diego Schwartzman - Timofej Skatov - Eliot Spizzirri - Li Tu - Otto Virtanen |
| Šťastný poražený |
| - Maximilian Marterer |

| Ženské kvalifikantky |
| --- |
| - Destanee Aiavová - Marina Bassols Riberová - Kimberly Birrellová - Nao Hibinová - Priscilla Honová - Maya Jointová - Varvara Lepčenková - Ann Liová - Eva Lysová - Jessika Ponchetová - Arina Rodionovová - Elena-Gabriela Ruseová - Aljaksandra Sasnovičová - Ena Šibaharaová - Solana Sierrová - Julija Starodubcevová |
| Šťastná poražená |
| - Kamilla Rachimovová |

## Žebříčková ochrana
Následující tenisté nastoupili do hlavních soutěží pod žebříčkovou ochranou.
| Mužská dvouhra - Pablo Carreño Busta (18.) - Kwon Sun-u (80.) - Reilly Opelka (33.) - Denis Shapovalov (27.) - Dominic Stricker (94.) | Ženská dvouhra - Ajla Tomljanovićová (33.) - Čang Šuaj (48.) - Shelby Rogersová (51.) - Lauren Davisová (59.) - Julia Grabherová (73.) - Kateryna Baindlová (86.) - Čeng Saj-saj (89.) - Wang Čchiang (94.) |

| Mužská čtyřhra - Pablo Carreño Busta / Sergio Martos Gornés - Marcus Daniell / Miguel Ángel Reyes-Varela - Jonathan Eysseric / Fabrice Martin - Kwon Sun-u / Denis Shapovalov | Ženská čtyřhra - Kateryna Baindlová / Katie Volynetsová - Catherine Harrisonová / Alicja Rosolská - Petra Martićová / Shelby Rogersová - Samantha Murray Sharanová / Camilla Rosatellová - Arantxa Rusová / Nina Stojanovićová - Ajla Tomljanovićová / Viktorija Tomovová |